# أصحاب الجنة (مسلسل)
أصحاب الجنة (بالإسبانية: Dueños del paraíso؛ بالإنجليزية:Owners of Paradise)، مسلسل تيلينوفيلا مكسيكي-أمريكي. عرض على قناة تيليموندو في 13 يناير، 2015 حتى 20 أبريل، 2015. من إنتاج قناة تيليموندو وقناة تي. في. إن التشيلية، يتحث عن عصابات تجارة المخدرات في ميامي في السبعينيات.

## الممثلين والشخصيات

### شخصيات رئيسية
- كيت ديل كاستيلو بدور آنا ستازيا كاردونا
- أدريانا بارازا بدور إيرين ماديرانو
- خورخي زاباليتا بدور كونرادو سان ميغيل[2][3]
- خوزي ماريا توري بدور آدان روميرو
- ميغيل فاروني بدور ليوناردو كيسيدا
- غييرمو كينتانيا بدرو ناتانيل كاردونا
- ألبيرتو خيمينيز بدور سالفادور فيرارا
- خيمينا دوكي بدور إيريكا سان ميغيل[4]
- توني دالتون بدور ريناتو مالدونادو

## البثّ
- بث المسلسل في 13 يناير،2015، حتى 20 أبريل، 2015 في الولايات المتحدة على قناة تيليموندو.[2] وبثّ المسلسل على القناة المحلية في تشيلي منذ 19 يناير، 2015 حتى 9 يونيو، 2015.[5]

## وصلات خارجية
- أصحاب الجنة على موقع IMDb (الإنجليزية)
- أصحاب الجنة على موقع روتن توميتوز (الإنجليزية)
- أصحاب الجنة على موقع كينوبويسك (الروسية)
- أصحاب الجنة على موقع قاعدة بيانات الفيلم (الإنجليزية)